# Geoff Nicholls
Geoff Nicholls, właśc. Geoffrey James Nicholls (ur. 28 lutego 1948 w Birmingham, zm. 28 stycznia 2017) – brytyjski kompozytor i klawiszowiec. Nicholls współpracował z takimi wykonawcami jak Black Sabbath, Quartz czy Tony Martin.

## Filmografia
- Black and Blue (jako on sam, 1981, film dokumentalny, reżyseria: Jay Dubin)[3]
- We Sold Our Souls for Rock 'n Roll (jako on sam, 2001, film dokumentalny, reżyseria: Penelope Spheeris)[4]